# Cascada Ciucaș
Cascada și lacul Ciucaș sunt atracții turistice naturale de importanță locală. Ele se găsesc pe cursul inferior al Văii Hășdate, în aval de Cheile Turzii, nu departe de satul Cornești, la sud-vest de Turda.

## Descriere
Cascada Ciucaș are o înălțime de doar 5 m, iar la baza acesteia se află un mic lac, în care se acumulează apa ce vâltorește pe cascadă.